# 抗体依存性細胞傷害

ADCCの模式図：標的細胞表面に抗体が結合し、免疫細胞(ここではNK細胞)が抗原を介して標的細胞に作用し、アポトーシスを誘導する。

抗体依存性細胞傷害、又は、抗体依存性細胞介在性細胞傷害（antibody-dependent cell-mediated cytotoxicity; ADCC）とは標的細胞の表面抗原に結合した抗体のFc部位がナチュラルキラー細胞、マクロファージ、好中球、好酸球などのエフェクター細胞のFc受容体と結合する事で、抗体依存的に誘導される細胞傷害活性である。この機構は獲得免疫後の細胞性免疫機構の一つであり、主にII型アレルギーに関与している。
ADCCは、体液性免疫反応の一部である抗体が、感染を抑制するために働くメカニズムの一つである。初期よりナチュラルキラー細胞とIgG抗体との相互作用が知られているが、好酸球とIgE抗体との相互作用による殺寄生虫能力等も知られている。
一般的にADCCは、抗体が表面に結合した細胞に対する免疫反応であり、最終的には感染細胞や非宿主細胞の溶解につながると考えられている。最近では、がん細胞の治療におけるADCCの重要性や、その複雑な経路の解明が、医学研究者の関心を集めている。

## NK細胞
典型的なADCCは、抗体によるNK細胞の活性化を伴い、免疫制御が多層的に進行する。NK細胞はFcγ受容体を発現している。この受容体は、病原体に感染した標的細胞の表面に結合したIgG等の抗体の逆端を認識して結合する。NK細胞の表面に存在するこれらのFc受容体のうち、最も一般的なものはCD16またはFcγRIIIである。Fc受容体が抗体のFc領域に結合すると、NK細胞は細胞障害因子を放出し、標的細胞を死滅させる。
ウイルスが複製される際、ウイルスタンパク質の一部は感染細胞の細胞表面膜に発現する。抗体はこのウイルスタンパク質に結合する事が出来る。次に、Fcγ受容体を持つNK細胞がその抗体に結合し、NK細胞を誘導してパーフォリンの他、グランザイムと呼ばれるプロテアーゼなどのタンパク質を放出させ、感染細胞を溶解させてウイルスの拡散を妨げることになる。

## 好酸球
蠕虫のような大型の寄生虫は、大きすぎて貪食作用で飲み込む事が出来ない。また、好中球やマクロファージが放出する物質の攻撃を受けにくい外皮を備えている。IgEがこれらの寄生虫を取り巻いた後、好酸球のFc受容体（FcɛRI）がIgEを認識する。その後、FcεRIと蠕虫に結合したIgEのFc部分との相互作用により好酸球は脱顆粒し、塩基性タンパク質等のメディエーターやペルオキシダーゼ等の酵素を放出する。

## In vitro検査法
ADCCを誘発する抗体やエフェクター細胞の有効性を判断するために、いくつかの実験方法が存在する。通常、ある表面に露出した抗原を発現する標的細胞株を、その抗原に特異的な抗体とインキュベートする。洗浄後、Fc受容体CD16を発現するエフェクター細胞を、抗体で標識された標的細胞と共培養する。エフェクター細胞は典型的にはPBMC（末梢血単核細胞）であり、そのうち数パーセントはNK細胞（ナチュラルキラー細胞）であるが、精製されたNK細胞そのものである事は少ない。数時間の内に、抗体、標的細胞、エフェクター細胞の間で複合体が形成され、標的の細胞膜が溶解する事になる。標的細胞に予め何らかの標識が付いていれば、細胞の溶解量に比例して標識が放出される。細胞毒性は、健康な無傷の細胞内に残るラベルの量と、溶液中のラベルの量を比較する事で定量出来る。
これを検出する古典的な方法は放射性同位元素を用いたクロム51[51Cr]放出試験であり、同じく放射性元素を用いた硫黄35[35S]放出アッセイはあまり使われていない。標的細胞の溶解（細胞死）は、ガンマ計数器やシンチレーション検出器により、細胞培養液中に放出された放射性標識の量を測定する事で決定される。現在では、様々な非放射性の方法が広く使用されている。蛍光を利用した方法としては、カルセインなどの蛍光色素で直接標識する方法や、ユウロピウムで標識して放出されたEu3+がキレート剤と結合する事で発する蛍光を測定する方法などがある。蛍光の測定には、多重井戸型蛍光光度計やフローサイトメトリー法が用いられる。また、溶解した細胞の中には、GAPDHのように活性を維持している細胞酵素が含まれており、その酵素に基質を供給することで反応が起こり、その生成物を蛍光や吸光で検出する酵素ベースの試験法もある。

## 医療用途
NK細胞は、腫瘍細胞や、自己細胞を示すMHC Iを表面に持たないその他の細胞の殺傷に関与している。NK細胞は、宿主細胞と相互作用した後に、非宿主細胞を破壊するために反応する能力がある為、記憶細胞と同様の働きをする事が示されている。NK細胞は、それ自体が特定の免疫制御経路に特異的ではないため、ADCCでは、抗体特異的なアポトーシス機構よりも識別性の低い細胞破壊者として利用されることが大半である。活性化されたex vivo のNK細胞の能力は、腫瘍の治療についての関心の対象となっている。初期の臨床試験では、サイトカインによる活性化を試みたが、結果は芳しくなく、重篤な毒性の副作用が有った。しかし、最近の研究では、インターロイキンを用いてNK細胞を活性化し、転移性腫瘍の治療に成功している。
トラスツズマブやリツキシマブといったモノクローナル抗体の固形がんに対する効果は、マウスを用いた実験で、治療効果の重要なメカニズムとしてADCCが関与していることが示されている。臨床においては、FcgRIII 158V/Fの多型は、トラスツズマブ治療中にin vitro でADCC反応を起こす能力を阻害する。
多発性骨髄腫はモノクローナル抗体のダラツムマブで治療出来る。in vitro の材料や患者の材料を用いた研究では、ADCCがCDC（補体依存性細胞傷害）と共に重要なメカニズムである事が示されている。
免疫制御に用いられるADCCは、IgG抗体が原核細胞上のウイルス関連抗原に結合する為、一般的に細菌感染よりもウイルス感染に有用である。ADCCは外部の毒素を除去する代わりに、免疫グロブリンは感染した細菌の生成物を中和し、細菌の毒素が細胞膜に直接挿入された感染した宿主細胞を包んでいる。
ADCCはワクチンの使用においても重要である。ウイルスや細菌のタンパク質に少しでも触れて免疫を構築する為には、抗体を作り、宿主の体に導入された抗原を破壊することが重要である。その例として、溶血毒素と呼ばれる多種多様な赤血球溶解菌にとって構造的に重要な膜障害毒素ファミリー（RTX毒素）を標的としたワクチンがある。これらの細菌は、白血球のCD18部分を標的としており、歴史的に接着不全細胞のADCCに影響を与えることが明らかになっている。